# Волошин Іван Миколайович
Іван Миколайович Волошин (нар. 20 червня 1934, с. Плав’я-Вадрусівка) — український географ, ландшафтознавець, ґрунтознавець, геоеколог, геохімік, доктор географічних наук, професор, завідувач кафедри туризму Львівського державного університету фізичної культури.

## Загальна інформація
Народився 20 червня 1934 року в селі Плав'я-Вадрусівка нині Сколівського району Львівської області. 1948 року закінчив Хітарську семирічну школу та Стрийське педагогічне училище 1952 року. До 1954 року працював учителем математики в рідному селі, директором школи та учителем у c. Хітар та Жупани. У 1954–1957 роках служив у війську, а протягом 1957–1962 років навчався на географічному факультеті Львівського державного університету імені Івана Франка.
Іван Волошин  був членом Наукового товариства ім. Шевченка, Львівського відділення Українського географічного товариства, Українського товариства ґрунтознавців. Працював в робочій групі з Держстандарту екологічної освіти Міністерства освіти і науки України, членом редколегії «Вісника Львівського національного університету» (серія географічна), членом спеціалізованої вченої ради К35.051.05 та вченим секретарем спеціалізованої вченої ради Д35.051.08 у Львівському національному університеті імені Івана Франка.

## Освіта та перші кроки у науковій діяльності
Паралельно з отриманням вищої освіти, Волошин зацікавився науковою роботою. Після закінчення першого курсу географічного факультету, був прийнятий на роботу в ґрунтознавчу експедицію Львівського відділення географічного товариства, а згодом — у ґрунтознавчу експедицію науководослідного сектору Львівського державного університету імені Івана Франка.
Упродовж 1958–1967 роках зростав за посадами: технік, інженер, старший інженер-ґрунтознавець, начальник загону ґрунтознавчих експедицій (Львівською, Закарпатською, Волинською, Вологодською, Цілиноградською, Північноказахстанською, Павлодарською, Чимкентській областями).

## Робота у Одеському державному університеті ім.І.І.Мечникова
У 1967 році був прийнятий на роботу в Одеський державний університет ім. І. І. Мечникова на кафедру ґрунтознавства і географії ґрунтів, що була створена на геолого-географічному факультеті. Того ж року організував ґрунтознавчу експедицію, яка під його керівництвом проводила ґрунтові дослідження у Мінусінській улоговині Красноярського краю.
Тоді ж вступив до аспірантури при кафедрі ґрунтознавства і географії ґрунтів Одеського державного університету ім. І. І. Мечникова. Наукове керівництво кандидатською дисертацією І. М. Волошина здійснював доктор сільськогосподарських наук, професор Іван Миколайович Гоголєв.
У 1971 році закінчив аспірантуру. Працював на посадах молодшого та старшого наукового співробітника Проблемної науково-дослідної лабораторії географії ґрунтів і охорони ґрунтового покриву чорноземної зони (ПНДЛ-4) кафедри ґрунтознавства і географії ґрунтів Одеського університету ім. І. І. Мечникова.
У 1972 році захистив кандидатську дисертацію на тему «Солонцюваті ґрунти та їх діагностика» за спеціальністю географія ґрунтів. Впродовж 1972–1989 років працював старшим викладачем, з 1979 року — доцентом кафедри фізичної географії та кафедри ґрунтознавства і географії ґрунтів Одеського державного університету ім. І. І. Мечникова.

## Робота у Львівському національному університеті імені Івана Франка
У 1989 році за конкурсом був обраний на посаду доцента кафедри раціонального використання природних ресурсів та охорони природи Львівського державного університету імені Івана Франка. Працював над проблематикою ґрунтів Західного регіону України (Львівська, Волинська, Закарпатська області), урбосистем великих і малих міст, над медико-географічними проблемами радіаційного режиму, над проблемами забруднення довкілля важкими металами тощо.
У 1997 році на спеціалізованій вченій раді при Харківському університеті ім. В. Каразіна захистив докторську дисертацію на тему: «Ландшафтно-екологічні основи моніторинґу (на прикладі еталонних гірських, рівнинних, урбанізованих екологічних полігонів)». Цього ж року був обраний на посаду професора кафедри раціонального використання природних ресурсів і охорони природи Львівського національного університету імені Івана Франка. У 2001 році отримав звання професора цієї кафедри.

## Наукові праці
- Близько 200 наукових, науково-популярних публікацій, в тому числі збірник екологічних оповідань, методичний посібник з географічної графіки;
- 9 монографій;
- 9 навчальних посібників і методичних розробок.
- Волошин І. М. Кислотні опади міста Львова: їх хімізм, металізація природних компонентів [Архівовано 4 березня 2016 у Wayback Machine.]